# Гвадовито (Изернија)
Гвадовито је насеље у Италији у округу Изернија, региону Молизе.
Према процени из 2011. у насељу је живело 29 становника. Насеље се налази на надморској висини од 573 м.